# Mexobisium venii
Espèce
Mexobisium venii est une espèce de pseudoscorpions de la famille des Bochicidae.

## Distribution
Cette espèce est endémique du Belize. Elle se rencontre dans la grotte Cebada Cave.

## Description
Le mâle holotype mesure 4,51 mm et les femelles de 3,96 à 4,68 mm.

## Étymologie
Cette espèce est nommée en l'honneur de George Veni.

## Publication originale
- Muchmore, 1998 : Review of the family Bochicidae, with new species and records (Arachnida: Pseudoscorpionida). Insecta Mundi, vol. 12, no 1/2, p. 117-132 (texte intégral).